# Catocala proxeneta
Catocala proxeneta är en fjärilsart som beskrevs av Alphéraky 1895. Catocala proxeneta ingår i släktet Catocala och familjen nattflyn. Inga underarter finns listade i Catalogue of Life.